# Gorilla Glass

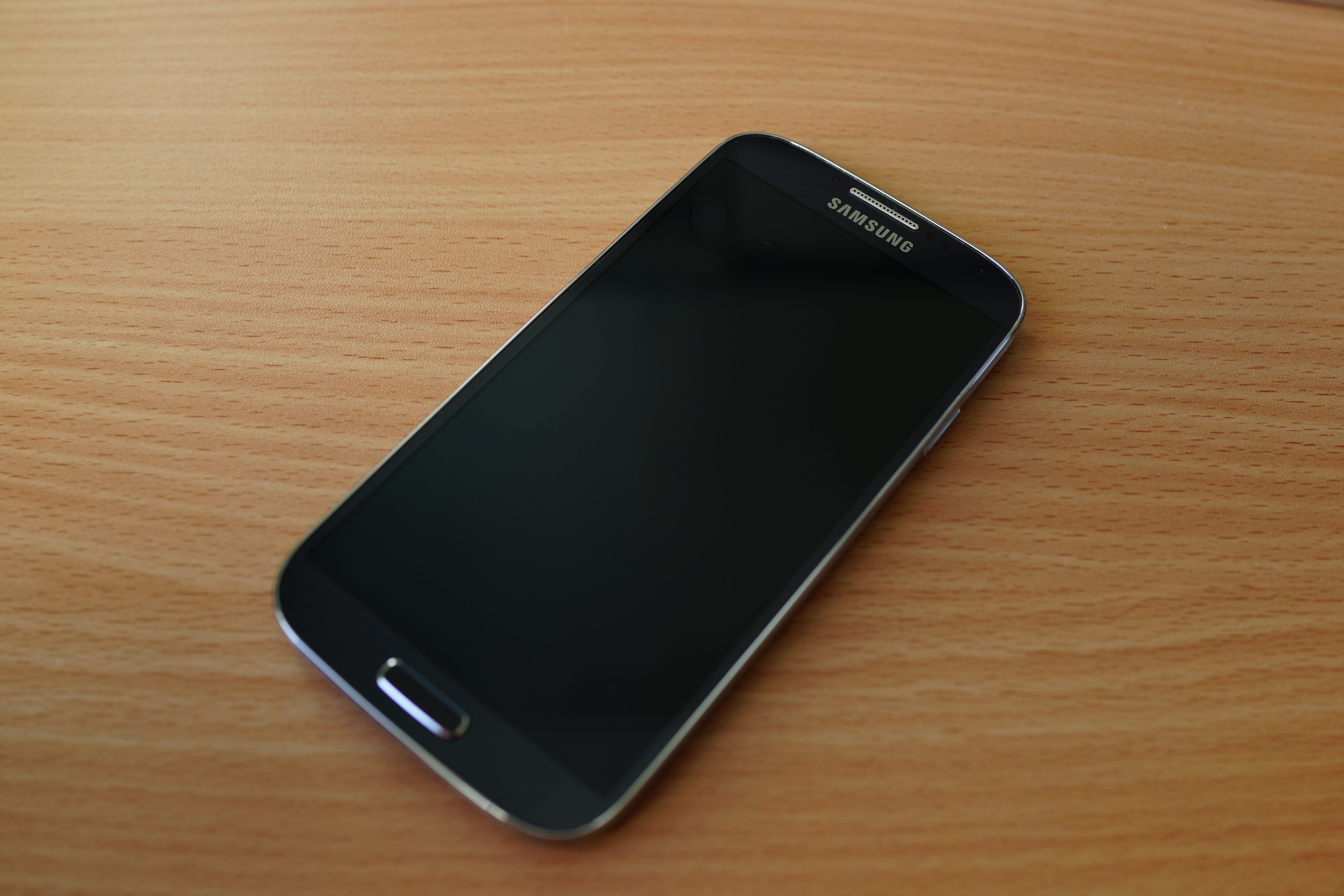
Samsung Galaxy S4 з Gorilla Glass

Gorilla Glass — скло підвищеної протидії до подряпин і ударів, що застосовується у дисплеях мобільних пристроїв.
За твердженням виробника, компанії Corning, скло втричі міцніше хімічно обробленого натрієво-вапняного скла. Такі властивості досягаються шляхом хімічної обробки (йонного обміну), під час якої йони натрію у матеріалі заміщуються йонами калію.

## Історія створення
Gorilla Glass є вдосконаленою композицією розробленого у 1962 році матеріалу Chemcor. Комерційне застосування знайдене у 2008 році. За словами Дейва Веласкеса (англ. Dave Velasquez), директора з маркетингу фірми, таке скло застосовується у 20% усіх випущених мобільних пристроїв.

## Розвиток
До 2012 року дане скло використовувалось в 20% мобільних телефонах по всьому світу, біля 200 мільйонів одиниць.
9 січня 2012 компанія Corning офіційно представила наступне покоління свого продукту — Gorilla Glass 2. Вперше скло з поліпшеними характеристиками було продемонстровано широкій громадськості 10 січня 2012 року на Міжнародній виставці побутової електроніки у Лас-Вегасі. Gorilla Glass 2 зберігає характеристики попередника при меншій на 20% товщині.
9 січня 2013 на виставці CES-2013 компанія Corning представила оновлене захисне покриття Gorilla Glass 3 з технологією, названою «вродженим опором пошкоджень». За словами представників компанії, нове скло утричі міцніше, ніж Gorilla Glass 2.
Коли Gorilla Glass 3 було представлено, компанія Corning зрозуміла що сфери для майбутніх вдосконалень включають зменшення вразливості скла до плям від пальців. Антибактеріальне Gorilla Glass з йонами срібла вбудованими в поверхню було продемонстроване на початку 2014.
Gorilla Glass 4 з кращим антипошкоджувальними характеристиками було представлене в кінці 2014 року.
Gorilla Glass 5 було вперше використано в Samsung Galaxy Note 7 в 2016.
Gorilla Glass SR+ було вперше застосовано в розумному годиннику Samsung Gear S3 в 2016.
З метою зменшення ваги авто Ford GT, вітрове скло вироблене Gorilla Glass. 
Gorilla Glass DX+ вперше було використана на Samsung Galaxy Watch у 2018 році.
Gorilla Glass 6 вперше було використано на Samsung Galaxy S10 в 2019 році.
Gorilla Glass Victus було представлено в липні 2020 року, вперше воно було використане на Samsung Galaxy Note 20 в 2020 році.

## Сфери застосування
Співпраця Corning з виробниками електроніки почалося ще у XX столітті, але якісний прорив відбувся на початку XXI століття, з настанням ери мобільних пристроїв. З початку 2010-х скло Gorilla Glass, почали використовувати провідні виробники мобільних телефонів Nokia. Кількість проданих гаджетів з Gorilla Glass перевищила 300 млн. Першим пристроєм з даним типом скла стала Nokia N8.
Крім того, це хімічно укріплене скло може застосовуватися в автомобільній промисловості (не лише як вітрове скло, а й при виробництві деталей кузова), при виробництві побутової техніки, на будівництві.